# Saint-Avit (Drôme)

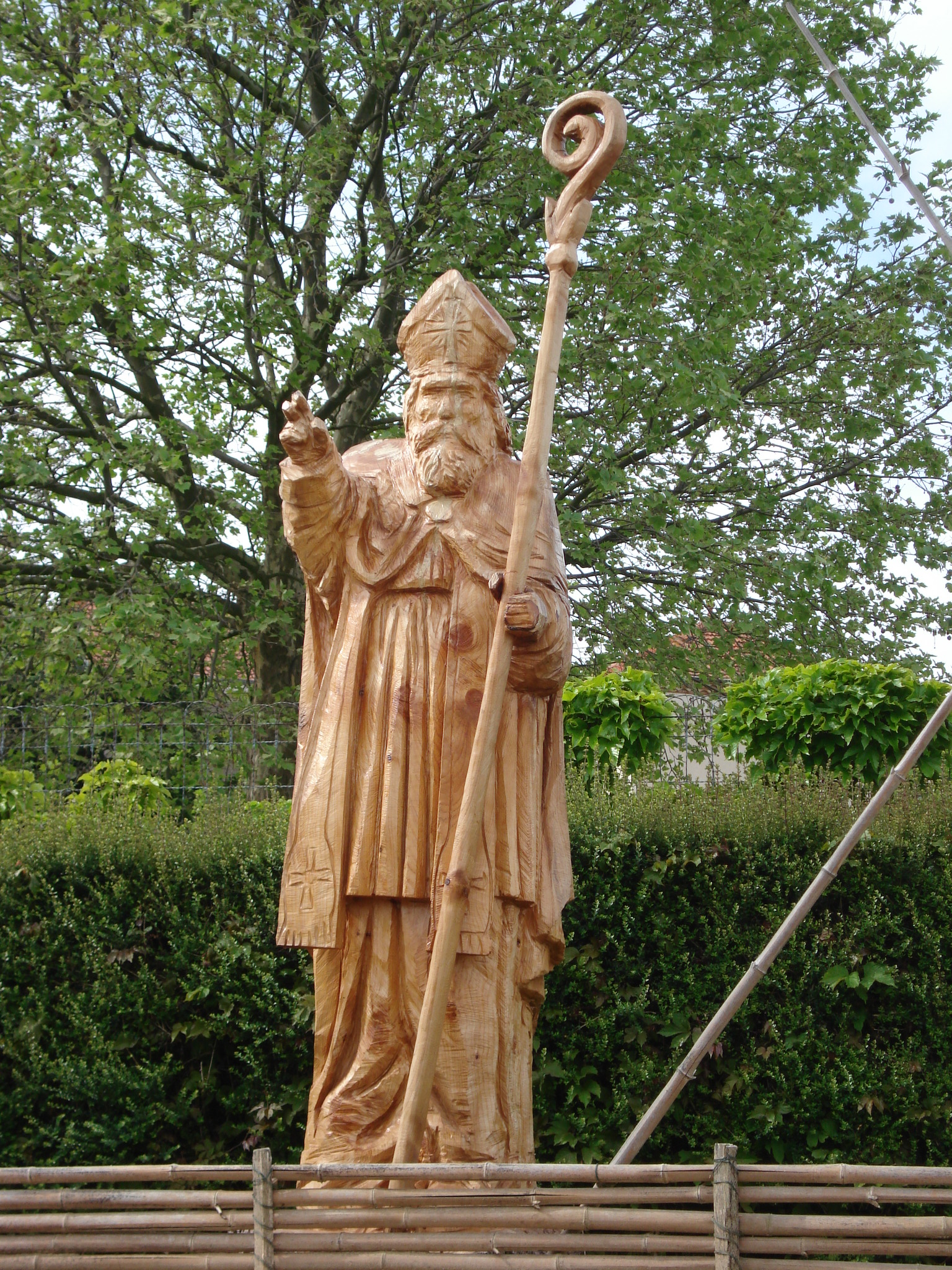
Rzeźba autorstwa Adriena Meneau'a przedstawiająca patrona – św. Awita, 2008

Saint-Avit – miejscowość i gmina we Francji, w regionie Owernia-Rodan-Alpy, w departamencie Drôme. Nazwa miejscowości pochodzi od imienia św. Awita.
Według danych na rok 1990 gminę zamieszkiwało 212 osób, a gęstość zaludnienia wynosiła 24 osoby/km² (wśród 2880 gmin regionu Rodan-Alpy Saint-Avit plasuje się na 1415. miejscu pod względem liczby ludności, natomiast pod względem powierzchni na miejscu 1217.).